# Третьяков, Валерий Михайлович (футболист)
Валерий Михайлович Третьяков (род. 16 августа 1945, Липецк, Воронежская область) — советский футболист, нападающий и полузащитник, советский и российский футбольный тренер. Принял участие более чем в 300 матчах за липецкий «Металлург» в качестве игрока и главного тренера.

## Биография

### Карьера игрока
Воспитанник футбольной школы липецкого клуба «Торпедо» (позднее — «Металлург»), тренер — Анатолий Митрофанович Решетов. В 1964 году дебютировал в составе своего клуба на взрослом уровне в классе «Б».
В 1966 году перешёл в волгоградский «Трактор», выступавший во второй группе класса «А». Сыграл первый матч за волгоградский клуб только спустя год — в 1967 году. Затем выступал дивизионом ниже за «Энергию» (Волжский), а в 1969 году вернулся в «Трактор».
В 1970 году вернулся в липецкий «Металлург», с которым в 1972 году одержал победу в зональном турнире второй лиги и завоевал серебряные медали в финальном турнире первенства. В 1973—1974 годах играл со своим клубом в первой лиге, также в 1974 году на полсезона отлучился в орловскую «Сталь». Завершил игровую карьеру в 1975 году в липецком клубе, носившем тогда название «Новолипецк».

### Карьера тренера
Окончив в 1970 году Волгоградский государственный институт физической культуры, в 1976—1984 годах работал тренером в ДЮСШ «Металлург» (Липецк). В 1985 году вошёл в тренерский штаб основной команды, будучи помощником Джемала Силагадзе, а с октября 1986 года по конец 1987 года работал главным тренером клуба. В конце 1986 года, после неудачной «финальной пульки» за выход в первую лигу, Силагадзе покинул клуб, а на разыгрывавшемся отдельно чемпионате РСФСР Третьяков привёл команду к победе.
В 1988—1992 годах возглавлял любительский коллектив «Металлург» завода «Свободный Сокол», также в период 1990—1991 работал председателем Федерации футбола Липецкой области. В 1993—1994 годах работал в щёлковском «Спартаке» начальником команды и главным тренером, затем во второй половине 1994 года возглавлял саранскую «Светотехнику».
В 1995—1997 годах снова был главным тренером липецкого «Металлурга», также возглавлял клуб во втором круге сезона-1998. Привёл команду к победе в зональном турнире второй лиги 1996 года и к серебряным медалям первой лиги 1997 года. В 1999 году тренировал нижегородский клуб «Торпедо-Виктория», в 2000—2001 годах возглавлял тульский «Арсенал», а во втором круге сезона-2001 снова работал с липецким «Металлургом».
В 2002 году вернулся в Тулу и возглавлял «Арсенал» в течение двух сезонов. По итогам 2002 года команда стала серебряным призёром зонального турнира второго дивизиона, а в 2003 году выиграла зональный турнир и стала обладателем Кубка ПФЛ.
В дальнейшем работал с клубами «СОЮЗ-Газпром», «Спартак» (Луховицы) и «Елец». В 2009 году работал в липецком «Металлурге» спортивным директором, а со второго круга — главным тренером. По окончании 2009 года завершил карьеру.
В общей сложности возглавлял липецкий «Металлург» более чем в 200 матчах. Также провёл более 100 матчей за команду в качестве игрока.

## Достижения

### Как игрок
- Победитель зонального турнира второй лиги СССР: 1972
- Серебряный призёр финального турнира второй лиги СССР: 1972

### Как тренер
- Победитель чемпионата РСФСР: 1986
- Победитель зонального турнира второго дивизиона России: 1996, 2003
- Победитель Кубка ПФЛ: 2003
- Серебряный призёр первого дивизиона России: 1997

## Личная жизнь
Женат, есть дети и внуки.